# يويا ساتو (كاتب)
يويا ساتو (باليابانية: 佐藤友哉)‏ (ديسمبر 1980 في هوكايدو - ) روائي من اليابان.